# Théodore de Valpergue
Pour les articles homonymes, voir Valpergue.
Théodore de Valpergue (mort en 1461) est un noble piémontais (Valperga en italien) passé au service des rois de France dans la première moitié du XVe siècle. Originaire du duché de Savoie et provenant de l'illustre lignage des Valpergue, il fut un homme de guerre et un officier compétent au service du roi Charles VII dans une période troublée de la Guerre de Cent Ans et de la guerre civile au sein du royaume de France.
La plupart des documents le nomment Théaude. On retrouve son nom de Valpergue francisé de la même façon (Walpargue).
Plusieurs membres du lignage de Valpergue se mirent au service de la France, en parallèle de carrières d'officiers au sein du duché de Savoie. Ainsi, Théodore de Valpergue était sénéchal et capitaine de Lyon (1461), peu de temps avant l'assassinat de Jacques de Valpergue (1462), chancelier de Savoie et désigné par Jean Favier (Louis XI) comme son propre frère. Le chancelier Doriole, dans son Essai sur l'infortune de plusieurs personnalités politiques, n'oublie pas de mentionner ledit Valpergue.

## Biographie
Il épouse Louise de Saint-Priest, veuve de Randon baron de Joyeuse, sans avoir d'enfants.

### Un chevalier combattant pour le roi de France

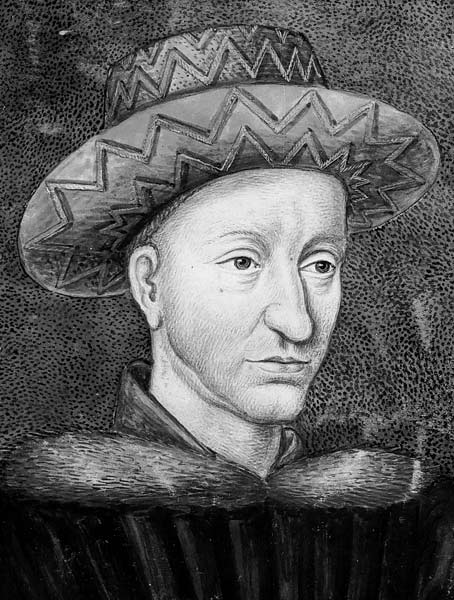
Charles VII.

Théaude arrive en France comme capitaine d'une compagnie milanaise, aux côtés du capitaine Le Borgne de Caqueran, sans oublier la compagnie de ses frères Antoine et Boniface de Valpergue. Il s'ensuit une brillante carrière militaire où l'homme va peu à peu rentrer dans l'entourage du roi Charles VII, jusqu'à devenir l'un de ses hommes de confiance. Dans son cas, la carrière militaire est un tremplin vers une carrière d'officier proche du roi, synonyme d'honneurs et d'enrichissement personnel.
Au dire de la Chronique du Héraut Berry, Théaude vint offrir ses services à Charles VII dès l’année 1422-1423.
Lyon est alors la porte d'entrée du royaume, surtout pour celui qui vient du duché de Savoie. Humbert de Grolée, alors sénéchal de Lyon, utilise ses troupes en 1422 et 1423, notamment lors de la défaite de Cravant (31 juillet 1423), infligée par Jean II de Toulongeon, maréchal de Bourgogne. Ces mêmes troupes remportent ensuite une bataille contre ce même Toulongeon qu'ils capturent lors de la bataille de la Buissière (31 août 1423).
Les troupes lombardes subissent ensuite la défaite de Verneuil du 17 août 1424 et suivent Charles VII à Poitiers au printemps 1425. Théaude de Valpergue fait partie de proche de Charles de Bourbon, favorable à la négociation avec la Bourgogne.
Valpergue va en renfort à Orléans assiégé en octobre 1428 et participe à une sortie en janvier 1429. Il est à la "journée des Harengs" avec le Comte de Clermont et La Fayette. Il est présent dans la comptabilité pour une distribution de vin et de blé pour une compagnie de 260 hommes d'armes, à Orléans en 1429. Il ne semble pas suivre Jeanne d'Arc par la suite mais la retrouve en mai 1430 à la défense de Compiègne. L'année suivante, il est à Lille lors de la signature de la trêve avec les Bourguignons.
En 1430, Théaude de Valpergue est à la fameuse bataille d'Anthon, lorsque le roi de France, représenté par ses officiers lyonnais, doit défendre le Dauphiné face aux prétentions de Louis de Chalon-Arlay, devenu par héritage prince d'Orange, prétendant à la seigneur d'Anthon. Raoul de Gaucourt, gouverneur du Dauphiné réunit les chevaliers dauphinois. Il est rejoint par Humbert de Grolée , sénéchal de Lyon et son contingent lyonnais, ainsi que deux compagnies conduites par Burnon de Caqueran et Théodore de Valpergue. Il fait en plus appel à Rodrigue de Villandrando, capitaine de routiers espagnols établi avec sa troupe à Annonay. C'est une victoire dans le camp français et le roi récompense ses fidèles par la suite : Gaucourt fut nommé premier chambellan, Grolée conseiller et chambellan du roi, Villandrando reçut le château de Pusignan. Théodore de Valpergue sera le sénéchal de Lyon.
Il sera de tous les grands combats de la guerre de Cent Ans au XVe siècle : Verneuil, Orléans (1428), sa délivrance (1429) et la Journée des Harengs, Jargeau, Meung, Beaugency, Patay (où il fait prisonnier Thomas Guérard), Reims, Paris, La Charité, Saint-Pierre-le-Moûtier, Compiègne, Castillon (1453), la prise de Bordeaux...
En conséquence, il occupera le post de capitaine de plusieurs places fortes : Hâ, Lectoure, Séverac...

### Sénéchal et capitaine de Lyon: l'homme de confiance du roi
Capitaine compétent, celui-ci est remarqué par l'entourage royal et par le roi lui-même qui va lui confier pour une longue durée le bailliage de Mâcon (1435-1459). C'est à un homme de confiance, un fidèle, que le roi attribut ensuite le rôle de sénéchal et capitaine de Lyon (1435-1458 ou 1461). Il est nommé sur proposition de Charles de Bourbon sénéchal de Lyon après la mort de Grolée en février 1435, durant la conférence de Nevers préparatoire au traité d'Arras.

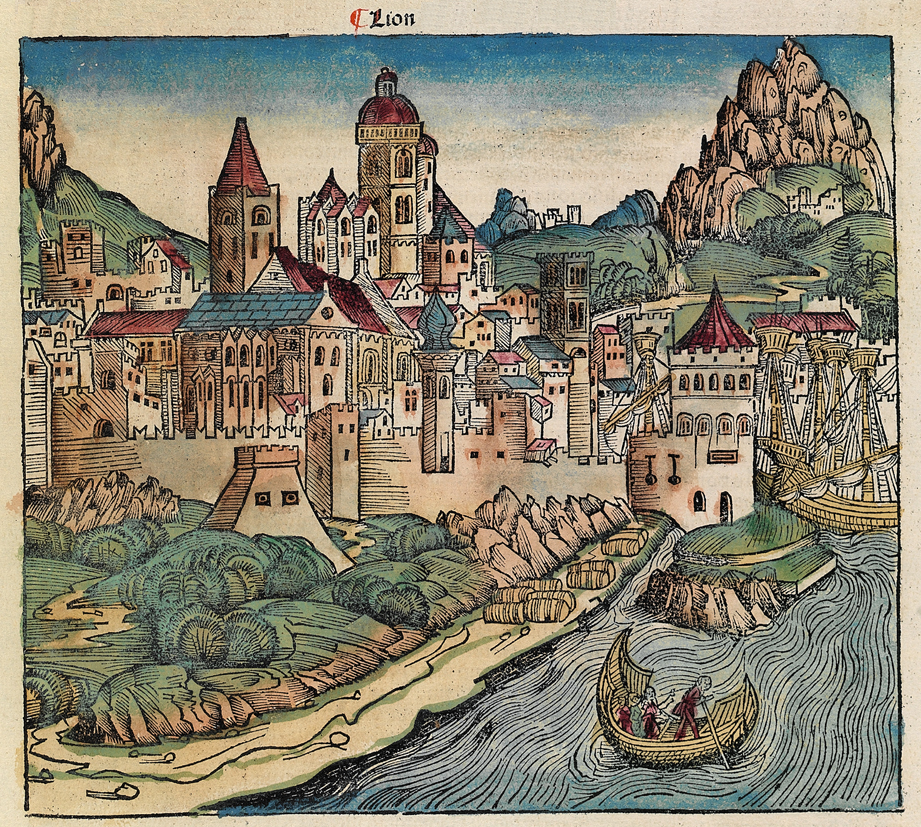
Illustration de Lyon dans le Schedelsche Weltchronik, 1493.

A cette période, la définition d'un tel office a changé et Théaude de Valpergue apparaît largement comme un bénéficiaire de sa charge. Souvent, les officiers ne se rendent que très peu sur place et sont utilisés par le roi à d'autres affaires dans le royaume : Valpergue, bailli de Lyon, va ainsi être utilisé pour combattre en Armagnac.  Il est présent au siège de Pontoise lors de l'été 1441. Il fait partie de la garde chargée de surveiller le dauphin Louis après la praguerie de 1440. En 1449, il est dans la suite de Charles VII lors de son entrée solennelle à Rouen. En juin - juillet 1450, il participe au siège de Caen, puis il accompagne Jacques de Chabannes en Guyenne, obtenant les redditions de Fronsac et Bayonne l'année suivante. Il est à nouveau en Guyenne en 1453 pour renforcer les fortifications de Bordeaux. Toujours en Armagnac, il combat avec Joachim Rouault à Lectoure en 1455.
Il arrive à Lyon le 11 mars 1435 et est nommé capitaine de la ville le lendemain. Il est rarement dans sa ville, très occupé par des missions militaires ou diplomatiques (ex : il est ambassadeur du roi auprès du duc de Milan vers 1440). Il n'est possible de savoir s'il est présent lors du soulèvement de 1436 et de la répression qui s'en suivi. Il entreprend ensuite plusieurs actions pour écarter les écorcheurs de la cité, notamment par la négociation en 1438 à Beaune. Compétent et actif, le sénéchal et capitaine de Lyon, véritable agent du roi, représente avec efficacité l'autorité royale face au conseil de la ville. Délégué en Armagnac, il en est gouverneur entre 1443 et 1446. Jusqu'en 1447, il fut efficace pour assurer la fidélité des Armagnac - Rouergue, dont le lignage avait été compromis après le reniement de l'hommage royal par le comte d'Armagnac (1443).
Il est gouverneur de Bayonne de 1458 à 1461. Il obtient la charge de gouverneur de Bayonne tenu par son frère Boniface de Valpergue qui vient de décéder.

### Les Valpergue piémontais et la pratique de la guerre en France
De très nombreux personnages dits « de Valpergue » inondent les documents médiévaux relatifs à la guerre et au service des armes. Si Théaude de Valpergue, ayant côtoyé Jeanne d'Arc, est le plus célèbre, on peut mentionner une poignée d'autres personnages, ses parents (frères, neveux, cousins ?), engagés dans des carrières militaires au service de la France. De même, une Aimée de Valpergue fut l'épouse du guerrier écossais Robin Pettilow, homme de guerre engagé par le roi. Son frère Boniface dirige une compagnie d'Ecorcheurs avec Robert de Flocques et Barthélémy Barette dans la région de Saulieu, vers Dijon (1439). La présence de ces Ecorcheurs, étonnement, attire les marchands de Troyes venus échanger des armes contre du bétail ! Comme Théaude, Boniface (mort 1458) fit souche en France, grâce à la guerre et obtint la charge de gouverneur de Bayonne, à laquelle son frère lui succéda.
On peut citer Michel de Valpergue, écuyer, neveu de Théaude, et ses parents Amédée et Jean de Valpergue, possessionnés dans le Dauphiné, entre les années 1446 et 1458. (Voir Bibl. nat., Pièces originales, vol. 2924, dossier Valpergue ; Vaësen, Lettres de Louis XI, t. IV, p. 156 ; Pilot de Thorey, Catalogue des actes de Louis II, dauphin, in-8°, t. I, p. 114, 155, 242.)
Ainsi, c'est toute une branche des Valpergue piémontais qui s'installa en France grâce à la pratique de la guerre, dans la première partie du XVe siècle, et qui fit souche, ainsi de Raoulet de Valpergue (1467), sous Louis XI :
Novembre 1467
Lettres de naturalisation en faveur de Raoulet de Valpergue, natif de Piémont, écuyer d’écurie du roi, homme d’armes de la compagnie du sire de Crussol, sénéchal de Poitou.
Loys, par la grace de Dieu roy de France. Savoir faisons à tous, presens et avenir, que nous, ayans consideracion aux bons et agreables services que nous a par cy devant faiz nostre chier et bien amé escuyer de nostre escuyrie, Raoullet de Valpersgue1, homme d’armes de nostre ordonnance soubz la charge et retenue de nostre amé et feal conseiller et chambellan le sire de Crussol, natif du pays de Piemont, fait et continue chacun jour et esperons que plus face ou temps avenir ; considerans aussi qu’il a entencion de soy [p. 97] retraire et marier en cestuy nostre royaume, et de y demourer le surplus de ses jours, à iceluy Raoulet de Valpergue, qui sur ce nous a fait supplier et requerir, avons pour ces causes et pour la sureté de luy et de ses hoirs, octroyé et octroyons par ces presentes, voulons et nous plaist, qu’il puisse acquerir en cestuy nostre dit royaume tant de biens meubles et immeubles qu’il en pourra licitement acquerir, et disposer de ses diz biens, et aussi de ceulx qu’il y a ja acquis, par testament, ordonnance de derrenière voulenté ou autrement, ainsi que bon luy semblera, tout ainsi que s’il estoit natif de nostre dit royaume. Et quant à ce l’avons habilité et habilitons de nostre grace especial, plaine puissance et auctorité royal, par ces presentes, sans ce qu’il soit point tenu de nous payer aucunes finances, et nonobstant les ordonnances royaulx à ce contraires. Si donnons en mandement, par ces presentes, à noz amez et feaulx les gens de noz comptes et tresoriers, au seneschal de Poictou et à tous noz autres justiciers ou à leurs lieuxtenans, presens et advenir, et à chacun d’eulx, si comme à luy appartiendra, que ledit Raoulet de Valpergue2 et ceulx qui de luy auront cause, facent, seuffrent et laissent joir et user paisiblement de nostre presente grace et octroy, sans luy faire ne souffrir estre fait, ores ne pour le temps avenir, aucun empeschement au contraire. Et affin que ce soit chose ferme à tousjours, nous avons fait mettre nostre seel à ces dictes presentes. Sauf en autres choses nostre droit et l’autruy en toutes. Donné à Chartres, ou moys de novembre l’an de grace mil cccc. lxvii, et de nostre règne le septiesme.
Il y a tout lieu de croire que Raoulet de Valpergue s’était fixé dans le Poitou. En 1466, les maire et échevins de Poitiers avaient à se plaindre de pillages et violences exercés par des gens d’armes logés à Poitiers et dans le pays environnant. Le sire de Crussol envoya Raoulet de Valpergue, pour y remédier. (Arch. hist. du Poitou, t. Ier, p. 163.) Son nom est encore inscrit sur le rôle des hommes d’armes de la compagnie de Louis de Crussol, sénéchal, qui passèrent leur montre à Poitiers, le 5 mai 1470, rôle sur lequel figurent également et au même titre Jehannot et Mathieu de Valpergue. (Arch. hist. du Poitou, t. II, p. 305-307.) Il est question aussi de ce dernier dans un acte du mois de janvier 1473, imprimé dans ce volume (ci-dessous, n° MDXVII), comme ayant pris part à la guerre de Bretagne, l’année précédente, en qualité d’homme d’armes de l’ordonnance.

### Le frère de Jacques de Valpergue, chancelier de Savoie (mort 1462)
Théaude est le frère de Jacques de Valpergue, personnage connu en Savoie : celui-ci se compromet en 1446 en adhérant à une ligue nobiliaire destinée à débarrasser la cour savoyarde des "Chypriotes", c'est-à-dire l'entourage de la duchesse de Savoie Anne de Chypre (Lusignan) mais aussi les favoris de la duchesse et du duc Louis de Savoie.
Devenu intime du dauphin Louis II, futur Louis XI, tandis que son frère Théaude officie pour le roi Charles VII, Jacques de Valpergue est devenu,  «grâce à la protection du roi » (J. Favier) chancelier de Savoie, à la suite du retour à l'ordre imposé au duc Louis de Savoie, qui avait banni les nobles ligueurs, par Charles VII (1452). Jacques de Valpergue et son frère sont donc des proches du duc Louis de Savoie, du dauphin Louis II et de son père le roi Charles VII. Contenter ces trois acteurs n'est pas simple : Valpergue fait tout pour rapprocher les ducs de Savoie et de Milan, ce dont le roi prit ombrage. Chancelier de Savoie entre 1452 et 1456, fidèle du dauphin, Jacques de Valpergue s'enfuit avec celui-ci après 1456 et on le retrouve auprès de lui dans son exil à Genappe où il est sert comme chambellan.
Auparavant, c'est le duc Louis de Savoie qui s'offusqua de l'attitude diplomatique de Valpergue, en 1453, poussant le duc à attaquer Milan, servant alors les buts du dauphin Louis II contre ceux de Charles VII. Le duc de Savoie le menace alors d'une saisie de ses biens. En 1460, c'est la brouille entre le dauphin et le duc, Jacques de Valpergue est alors ambassadeur du dauphin à Milan, pour pousser le duc Sforza à la guerre contre la Savoie. Pendant ce temps, le duc Louis de Savoie a confisqué les biens de Valpergue. Revenu en grâce avec l'avènement de Louis XI et la mort de Charles VII (1461), Jacques de Valpergue est à nouveau chancelier de Savoie (1461-1462) tandis que Jean de Valpergue, fidèle du roi (J. Favier), assure l'intérime comme chancelier en France, précédant Pierre de Morvilliers.
En 1462, Philippe de Savoie, fils cadet du duc Louis, tente un coup de force, motivé comme les ligueurs de 1446 à chasser les chypriotes de la cour savoyarde, dont Jacques de Valpergue, ancien ligueur anti-chypriote (1146) devenu "chypriote" (1462) ! Il est capturé par les hommes de Philippe de Savoie, traîné à Morges en barque alors que Philippe de Savoie l'insulte et met en avant le rôle d'agent du roi endossé par le chancelier : "traître ribaud, tu voulois subjuguer le pays de Savoie au roi de France, je le scay bien". Capturé en même temps que son fils Louis de Valpergue, Jacques est jugé lors d'un procès, torturé et condamné à mort. Son corps est jeté dans le Lac Léman mais son fils est libéré.
Ainsi, les frères de Valpergue s'éteignent au même instant : Boniface (1458), Théaude (1461) et Jacques (1462). La lignée est relevée par Louis, fils de Jacques, sur lequel semble s'appuyer le duc de Milan lors de ses guerres et projets d'expansion du côté de la Savoie (1467). En effet, l'ambassadeur de Milan, Panigarola, écrit au duc qu'il faut des alliances et solliciter tous les ennemis des Savoie : Saluces, Montferrat et des « Valpergue déjà brouillés à divers titres avec la maison de Savoie », (Favier, p. 546).